# Hebarditettix dolichonota
Hebarditettix dolichonota är en insektsart som beskrevs av Zheng, Z. 2008. Hebarditettix dolichonota ingår i släktet Hebarditettix och familjen torngräshoppor. Inga underarter finns listade i Catalogue of Life.